# Giro di Toscana 1968
Il Giro di Toscana 1968, quarantaduesima edizione della corsa, si svolse il 28 aprile su un percorso di 240 km, con partenza a Poggibonsi e arrivo a Firenze. Fu vinto dall'italiano Franco Bitossi della Filotex davanti ai suoi connazionali Adriano Durante e Marino Basso.

## Ordine d'arrivo (Top 10)
| Pos. | Corridore           | Squadra       | Tempo    |
| ---- | ------------------- | ------------- | -------- |
| 1    | Franco Bitossi      | Filotex       | 6h09'25" |
| 2    | Adriano Durante     | Max Meyer     |          |
| 3    | Marino Basso        | Molteni       |          |
| 4    | Gianni Motta        | Molteni       |          |
| 5    | Flaviano Vicentini  | Filotex       |          |
| 6    | Luciano Armani      | Faema-Faemino |          |
| 7    | Imerio Massignan    | Pepsi Cola    |          |
| 8    | Roberto Ballini     | Max Meyer     |          |
| 9    | Alberto Della Torre | Filotex       |          |
| 10   | Alfio Poli          | Filotex       |          |